# 1981-1998
Albums de Dead Can Dance
Spiritchaser
(1996) Wake
(2003)
1981-1998 est le titre du coffret rétrospectif (3 CD + DVD) de Dead Can Dance sorti en 2001, trois ans après la séparation du groupe.

## Liste des titres

### CD 1
1. "Frontier (Demo)" – 1981
2. "Labour of Love (Radio)" – 1983
3. "Ocean (Radio)" – 1983
4. "Orion (Radio)" – 1983
5. "Threshold (Radio)" – 1983
6. "Carnival of Light" – 1984
7. "In Power We Entrust the Love Advocated" – 1984
8. "De Profundis (Out of the Depths of Sorrow)" – 1985
9. "Avatar" – 1985
10. "Enigma of the Absolute" – 1985
11. "Summoning of the Muse" – 1987
12. "Anywhere out of the World" – 1987
13. "Windfall" – 1987
14. "Cantara" – 1987
15. "In the Kingdom of the Blind the One-eyed Are Kings" – 1988
16. "Bird" – 1991
17. "The Protagonist" – 1984

### CD 2
1. "Severance" – 1988
2. "The Host of Seraphm" – 1988
3. "Song of Sophia" – 1988
4. "The Arrival and the Reunion" – 1990
5. "Black Sun" – 1990
6. "The Promised Womb" – 1990
7. "Saltarello" – 1990
8. "The Song of the Sibyl" – 1990
9. "Spirit" – 1991
10. "Yulunga (Spirit Dance)" – 1993
11. "The Ubiquitous Mr. Lovegrove" – 1993
12. "Sloth (Radio)" – 1993
13. "Bylar" – 1996
14. "The Carnival Is Over" – 1993
15. "The Spider's Stratagem" – 1993
16. "The Wind That Shakes the Barley (Radio)" – 1993
17. "How Fortunate the Man with None" – 1993

### CD 3
1. "I Can See Now" – 1994
2. "American Dreaming" – 1994
3. "Tristan" – 1994
4. "Sanvean" – 1994
5. "Rakim" – 1994
6. "Gloridean" – 1994
7. "Don't Fade Away" – 1994
8. "Nierika" – 1996
9. "Song of the Nile" – 1996
10. "Sambatiki" – 1996
11. "Indus" – 1996
12. "The Snake and the Moon (Edit)" – 1996
13. "The Lotus Eaters" – 1998

### DVD
Le DVD reprend la vidéo du live Toward the Within accompagnée de cinq vidéo-clips.